# The 1619 Project
The 1619 Project (tạm dịch: Dự án 1619) là một dự án báo chí long-form phát triển bởi Nikole Hannah-Jones, các ký giả từ The New York Times và The New York Times Magazine với mục đích là tái cấu trúc lịch sử đất nước bằng cách đặt ra những hậu quả của chế độ nô lệ và những đóng góp của người Mỹ gốc Phi vào trọng tâm của lịch sử Hoa Kỳ. Một trong những ấn phẩm đầu tiên của dự án được đăng lần đầu trên The New York Times Magazine vào tháng 8 năm 2019 nhân kỷ niệm 400 năm ngày những người nô lệ da màu đầu tiên bị đưa đến Thuộc địa Virginia. Đây cũng là những người gốc Phi đầu tiên ở Châu Mỹ thuộc Anh, mặc dù nhiều người gốc Phi đã đến các vùng khác ở Bắc Mỹ từ những năm 1500. Dự án sau đó bao gồm một bài broadsheet, các sự kiện trực tiếp và một podcast.
Dự án đã làm dấy lên nhiều chỉ trích và tranh luận giữa các nhà sử học và nhà bình luận chính trị nổi tiếng. Trong một lá thư đăng trên tờ The New York Times vào tháng 12 năm 2019, nhà sử học Gordon S. Wood, James M. McPherson, Sean Wilentz, Victoria Bynum và James Oakes bày tỏ "sự dè dặt mạnh mẽ" về dự án và yêu cầu đính chính đính chính thông tin sai sự thật, cáo buộc dự án đã đặt ý thức hệ lên trên lịch sử. Đáp lại, Jake Silverstein, biên tập viên của The New York Times Magazine, đã bảo vệ tính chính xác của The 1619 Project và từ chối đưa ra lời đính chính. Vào tháng 3 năm 2020, tờ báo đã làm sáng tỏ một số chi tiết, sửa đổi một trong những đoạn văn gây tranh cãi về vai trò của chế độ nô lệ trong Cách mạng Mỹ.
Vào ngày 4 tháng 5 năm 2020, Hội đồng Giải Pulitzer đã công bố trao Pulitzer Prize for Commentary 2020 cho Nikole Hannah-Jones cho đoạn mở đầu The 1619 Project.
Vào tháng 9 năm 2020, tranh cãi mới lại nổ ra về các chỉnh sửa đã được thực hiện mà không có ghi chú biên tập kèm theo, mà các nhà phê bình - bao gồm cả Bret Stephens của tờ New York Times - cho rằng cho thấy New York Times đang tránh xa những quan điểm gây tranh cãi. Tờ báo đã bảo vệ hành động của mình.

## Bối cảnh

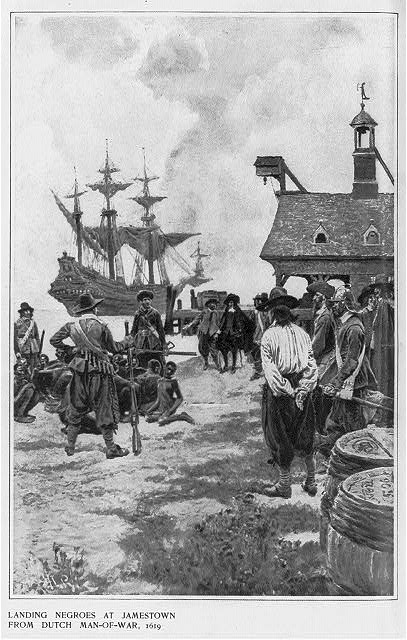
Một hình minh họa năm 1901 về những người da màu đầu tiên đến Virginia. Tàu White Lion đang neo ở hậu cảnh.

Dự án 1619 được khởi động vào tháng 8 năm 2019 để kỷ niệm 400 năm ngày những người nô lệ da màu đầu tiên bị đưa đến Thuộc địa Virginia. Năm 1619, một nhóm khoảng hơn 20 người gốc Phi đang bị giam cầm bị đưa đến Thuộc địa Virginia. Một tàu tư nhân người Anh hoạt động dưới danh nghĩa Hà Lan, White Lion, chở 20–30 người gốc Phi đã bị bắt trong các cuộc đột kích chung chống lại Vương quốc Ndongo ở Angola ngày nay, đã cập cảng ở Point Comfort, thuộc địa Virginia của Anh.
Mặc dù dự án đặt thời điểm này trong bối cảnh chế độ nô lệ trong lịch sử thuộc địa Hoa Kỳ, một số người đã đặt câu hỏi liệu những người đến Mỹ năm 1619 có bị bắt làm nô lệ hay không, kêu gọi sự chú ý đến việc sống xen kẽ với người Anh và người bản xứ và sự thành lập của một cộng đồng của những người gốc Phi. Những người khác đã chỉ ra rằng những người châu Phi bị bắt làm nô lệ đầu tiên đã đến Bắc Mỹ vào năm 1526, và chế độ nô lệ của người châu Âu ở Tân Thế giới được ghi lại từ thời Columbus vào năm 1494 hoặc 1493.

## Dự án
Dự án dành riêng một số tạp chí để đánh giá lại di sản của chế độ nô lệ ở Hoa Kỳ, nhân dịp kỷ niệm những người đầu tiên bị bắt làm nô lệ đến Virginia vào năm 1619. Điều này thách thức những giai thoại gắn liền với các thời kỳ lịch sử Hoa Kỳ bắt đầu với việc ký Tuyên ngôn Độc lập năm 1776 hoặc với sự xuất hiện của Những người hành hương (Pilgrims) vào năm 1620.
Sáng kiến này nhanh chóng phát triển thành một dự án lớn hơn, bao gồm nhiều số tạp chí, với các tài liệu liên quan trong các ấn phẩm khác của tờ Times, cũng như chương trình giảng dạy của các trường học được phát triển với sự cộng tác của Trung tâm Pulitzer. Với sự hỗ trợ từ Smithsonian, dự án đã tuyển dụng một hội đồng các nhà sử học để nghiên cứu, phát triển và kiểm chứng nội dung. Người ta hình dung rằng hầu hết toàn bộ nội dung dự án sẽ là do người Mỹ gốc Phi viết, coi quan điểm của các ký giả da màu là yếu tố cần thiết của câu chuyện.

### Số tạp chí ngày 14 tháng 8 năm 2019
Ấn bản đầu tiên, xuất hiện trên The New York Times Magazine vào ngày 14 tháng 8 năm 2019, bao gồm 100 trang với mười bài tiểu luận, một bài luận ảnh, một tuyển tập thơ-tiểu thuyết của 16 nhà văn và đoạn mở đầu bởi Jake Silverstein. Chi tiết bao gồm các tác phẩm sau:
- "America Wasn't a Democracy Until Black Americans Made It One", tiểu luận bởi Nikole Hannah-Jones
- "American Capitalism Is Brutal. You Can Trace That to the Plantation", tiểu luận bởi Matthew Desmond
- "How False Beliefs in Physical Racial Difference Still Live in Medicine Today", tiểu luận bởi Linda Villarosa
- "What the Reactionary Politics of 2019 Owe to the Politics of Slavery", tiểu luận bởi Jamelle Bouie
- "Why Is Everyone Always Stealing Black Music?", tiểu luận bởi Wesley Morris
- "How Segregation Caused Your Traffic Jam", tiểu luận bởi Kevin Kruse
- "Why Doesn't America Have Universal Healthcare? One Word: Race", tiểu luận bởi Jeneen Interlandi
- "Why American Prisons Owe Their Cruelty to Slavery", tiểu luận bởi Bryan Stevenson
- "The Barbaric History of Sugar in America", tiểu luận bởi Khalil Gibran Muhammad
- "How America's Vast Racial Wealth Gap Grew: By Plunder", tiểu luận bởi Trymaine Lee
- "Their Ancestors Were Enslaved by Law. Now They're Lawyers", bài luận ảnh bởi Djeneba Aduayom, nội dung viết bởi Nikole Hannah-Jones và Wadzanai Mhute

- "A New Literary Timeline of African-American History", một tuyển tập thơ và truyện
  - Clint Smith về Lối đi giữa (Middle Passage)
  - Yusef Komunyakaa về Crispus Attucks
  - Eve Ewing về Phillis Wheatley
  - Reginald Dwayne Betts về Đạo luật nô lệ chạy trốn năm 1793 (Fugitive Slave Act of 1793)
  - Barry Jenkins về cuộc nổi dậy của Gabriel Prosser
  - Jesmyn Ward về Đạo luật cấm nhập khẩu nô lệ
  - Tyehimba Jess về người Black Seminoles
  - Darryl Pinckney về Tuyên ngôn giải phóng nô lệ
  - ZZ Packer về thảm sát New Orleans năm 1866 (New Orleans massacre of 1866)
  - Yaa Gyasi về thí nghiệm Tuskegee (Tuskegee Syphilis Study)
  - Jacqueline Woodson về Isaac Woodard
  - Joshua Bennett về Đảng Black Panther
  - Lynn Nottage về sự ra đời của hip-hop
  - Kiese Laymon về bài phát biểu "liên minh Rainbow" của Jesse Jackson
  - Clint Smith về Superdome sau cơn bão Katrina

Một trong những tuyên bố chính của Hannah-Jones là những người thực dân đã chiến đấu trong Chiến tranh Cách mạng Mỹ để bảo tồn chế độ nô lệ. Quan điểm này sau đó đã thay đổi thành "một số" người thực dân đã chiến đấu để bảo tồn chế độ nô lệ. Các bài luận thảo luận sâu hơn về các chi tiết của lịch sử cũng như xã hội hiện đại của Mỹ, chẳng hạn như tắc đường và việc người Mỹ thích đường, cũng như mối liên hệ của những điều này với chế độ nô lệ và vấn đề phân biệt chủng tộc. Bài luận của Matthew Desmond lập luận rằng chế độ nô lệ đã hình thành nên chủ nghĩa tư bản hiện đại và các chuẩn mực nơi làm việc. Bài luận của Jamelle Bouie chỉ ra những điểm tương đồng giữa chính trị ủng hộ chế độ nô lệ và chính trị cánh hữu hiện đại. Bouie cho rằng Hoa Kỳ vẫn chưa từ bỏ nhận định rằng một số người vốn dĩ xứng đáng có nhiều quyền lực hơn những người khác.

### Các tài liệu và hoạt động đi kèm
Số tạp chí được phát hành kèm theo một mục đặc biệt vào chủ nhật, hợp tác với Smithsonian, xem xét giai đoạn đầu của việc buôn bán nô lệ xuyên Đại Tây Dương, do Mary Elliott và Jazmine Hughes viết. Bắt đầu từ ngày 20 tháng 8, một loạt audio dài tập có tựa đề "1619" đã được khởi động, xuất bản bởi The Daily, podcast tin tức buổi sáng của tờ Times. Mục thể thao chủ nhật đã có một bài luận về tác động của chế độ nô lệ đối với thể thao chuyên nghiệp ở Hoa Kỳ: "Is Slavery's Legacy in the Power Dynamics of Sports?" Tờ Times có kế hoạch đưa dự án vào các trường học, với 1619 Project Curriculum được phát triển với sự cộng tác của Trung tâm Pulitzer. Hàng trăm nghìn bản sao của số tạp chí đã được in để phân phát cho các trường học, bảo tàng và thư viện.
Pulitzer Center on Crisis Reporting (Trung tâm Báo cáo Khủng hoảng Pulitzer) đã cung cấp các giáo án trực tuyến miễn phí, thu thập thêm các giáo án từ các giáo viên và giúp sắp xếp cho các diễn giả đến thăm các lớp học. Trung tâm coi hầu hết các bài học có thể sử dụng được ở tất cả các lớp từ tiểu học đến đại học.

## Đón nhận

### Phản ứng từ các nhà sử học
Bắt đầu từ tháng 10 năm 2019, World Socialist Web Site, có liên hệ với Đảng Bình đẳng Xã hội Chủ nghĩa đã phản đối "sự chuyển dịch từ giai cấp sang bản sắc" ở cánh tả Hoa Kỳ, đăng một loạt các cuộc phỏng vấn với các nhà sử học nổi tiếng chỉ trích dự án, bao gồm Victoria E. Bynum, James M. McPherson, Gordon S. Wood, James Oakes, Richard Carwardine và Clayborne Carson. Trong một bài viết trên The New York Review of Books, nhà sử học Sean Wilentz đã cáo buộc dự án theo quan điểm hoài nghi do những mô tả về Cách mạng Mỹ, Nội chiến Hoa Kỳ và Abraham Lincoln, người mà Wilentz cho là hiện lên như một người "theo chủ nghĩa tối cao da trắng."
Trong một bức thư đăng trên The New York Times vào tháng 12 năm 2019, các nhà sử học Gordon S. Wood, James M. McPherson, Sean Wilentz, Victoria Bynum và James Oakes bày tỏ "sự dè dặt mạnh mẽ" về dự án và yêu cầu đính chính đính chính thông tin sai sự thật, cáo buộc các tác giả "thay đổi kiến thức lịch sử bằng ý thức hệ." Bức thư phản bác tuyên bố được đưa ra trong đoạn mở đầu dự án của Hannah-Jones, rằng "một trong những lý do chính mà những người thực dân quyết định tuyên bố độc lập khỏi Anh là vì họ muốn bảo vệ chế độ nô lệ." Một số nhà sử học từ chối ký vào bức thư trên tự hỏi liệu bức thư này có mục đích giải quyết các tranh cãi lịch sử hay là để làm mất uy tín của những giáo dân đã thách thức cách diễn giải về bản sắc dân tộc Mỹ vốn được ưa chuộng bởi cả những người theo chủ nghĩa tự do và chủ nghĩa bảo thủ. Tờ Times đã công bố bức thư cùng với lời bác bỏ từ tổng biên tập của tạp chí, Jake Silverstein, người đã bảo vệ tính chính xác của dự án và từ chối đưa ra lời đính chính. Wood trả lời trong một bức thư, "Tôi không biết bất kỳ người thực dân nào nói rằng họ muốn độc lập để bảo tồn nô lệ... Không có người thực dân nào cảm thấy báo động trước việc đất mẹ quyết tâm xóa bỏ chế độ nô lệ vào năm 1776." Wilentz khẳng định:"Tất cả chúng tôi, tất cả chúng tôi, đều nghĩ rằng ý tưởng về Dự án 1619 thật tuyệt vời. Ý tôi là, điều này là vô cùng cần thiết. Ý tưởng về việc đưa ra ánh sáng, không chỉ học thuật, mà còn tất cả những thứ liên quan đến trọng tâm của chế độ nô lệ và phân biệt chủng tộc vào lịch sử nước Mỹ là một ý tưởng tuyệt vời", và "lá thư của chúng tôi nhằm giúp đỡ dự án này." Trong một bài viết trên The Atlantic, Wilentz đã trả lời Silverstein rằng giáo dục công chúng để thúc đẩy công bằng xã hội không có nghĩa là bỏ qua sự tôn trọng các sự thật cơ bản, và phản bác tính chính xác trong lập luận bảo vệ dự án của Silverstein.
Các nhà sử học trung lập nói rằng cả hai đều có lý. Manisha Sinha, giáo sư lịch sử tại Đại học Connecticut và là tác giả cuốn sách The Slave's Cause: A History of Abolition, đã nói: "Tôi không đồng ý rằng Cách mạng Mỹ chỉ là một cuộc nổi dậy của chủ nô. Tuy nhiên, Hiến pháp ban đầu đã đưa ra sự bảo vệ chắc chắn đối với chế độ nô lệ mà không đề cập đến điều này." Nell Irvin Painter, giáo sư lịch sử danh dự tại Princeton, người được yêu cầu ký vào lá thư, đã phản đối việc Dự án 1619 mô tả những người lao động châu Phi đến vào năm 1619 là nô lệ, tuy nhiên cô vẫn từ chối ký bức thư của Wilentz vì cảm thấy điều đó có nghĩa là ủng hộ cuộc tấn công của người da trắng vào một thứ đã giúp cho nhiều nhà báo và nhà văn da đen có cơ hội được lên tiếng.
Cũng trong tháng 12 năm 2019, mười hai học giả và nhà khoa học chính trị chuyên về Nội chiến Hoa Kỳ đã gửi một lá thư cho Times nói rằng "Dự án 1619 đưa ra một cái nhìn lịch sử hạn chế về chế độ nô lệ." Trong khi đồng ý với tầm quan trọng của việc xem xét chế độ nô lệ ở Mỹ, họ phản đối việc miêu tả chế độ nô lệ như một hiện tượng độc nhất của Mỹ, việc diễn giải chế độ nô lệ như một hoạt động kinh doanh tư bản và việc đưa ra những trích dẫn không có ngữ cảnh về cuộc nói chuyện giữa Abraham Lincoln và "năm người đàn ông da đen tự do đáng kính." Tháng sau, biên tập viên của Times, Jake Silverstein đã đáp trả bằng một lời bác bỏ.
Vào tháng 1 năm 2020, sử gia Tiến sĩ Susan Parker, người chuyên nghiên cứu về Lịch sử Hoa Kỳ (1493–1776) tại Đại học Flagler, lưu ý rằng chế độ nô lệ tồn tại trước khi có Mười ba thuộc địa. Cô viết trong một bài xã luận trên tạp chí The St. Augustine Record rằng "Khu định cư được biết đến với cái tên San Miguel de Gualdape tồn tại trong khoảng sáu tuần từ cuối tháng 9 năm 1526 đến giữa tháng 11. Sử gia Paul Hoffman viết rằng những người nô lệ ở San Miguel đã nổi dậy và phóng hỏa một số ngôi nhà của người Tây Ban Nha." Viết trên USA Today, một số nhà sử học— trong số đó có Parker, nhà khảo cổ học Kathleen A. Deagan, cũng thuộc Đại học Flagler, và nhà hoạt động dân quyền và nhà sử học David Nolan— đều đồng ý rằng chế độ nô lệ đã xuất hiện nhiều thập kỷ trước năm 1619. Theo Deagan, mọi người đã "dành cả sự nghiệp của mình để cố gắng sửa chữa niềm tin sai lầm," và Nolan nói rằng với việc phớt lờ đi những khu định cư trước đó, các tác giả đã "cướp đi lịch sử người da đen".
Vào tháng 3 năm 2020, nhà sử học Leslie M. Harris, người được tư vấn cho dự án, đã viết trên Politico rằng bà đã cảnh báo ý tưởng cuộc Cách mạng Mỹ được tiến hành để bảo vệ chế độ nô lệ là không chính xác và tờ Times đã phạm phải những sai lầm có thể tránh được, nhưng dự án là "một sự điều chỉnh rất cần thiết đối với lịch sử được ăn mừng một cách mù quáng." Hannah-Jones cũng nói rằng cô ấy ủng hộ tuyên bố rằng chế độ nô lệ đã giúp thúc đẩy cuộc cách mạng, mặc dù cô ấy thừa nhận rằng có thể đã diễn đạt điều này quá mạnh trong bài viết, theo cách có thể khiến người đọc ấn tượng rằng sự ủng hộ đối với chế độ nô lệ là phổ biến. Vào ngày 11 tháng 3 năm 2020, tác giả Silverstein đã viết một "bản cập nhật" dưới dạng "làm rõ" trên trang web của tờ Times, đính chính bài viết của Hannah-Jones, tuyên bố rằng "bảo vệ chế độ nô lệ là động lực chính của một số người thực dân." Việc "làm rõ" này được nhắc đến bởi một lời cảnh báo riêng đến Silverstein bởi nhà khoa học chính trị Danielle Allen rằng cô ấy có thể bị chỉ trích công khai nếu đoạn văn về cuộc cách mạng không được sửa chữa.
Nhà sử học Allen C. Guelzo đã lập luận rằng dự án này không phải là lịch sử, mà là một thuyết âm mưu.

#### Đáp lại
Vào tháng 9 năm 2020, nhà văn Nikole Hannah-Jones, người đứng đầu dự án đã chỉ trích mô tả của những người bảo thủ về dự án, cho rằng nó "lập luận rằng 1619 là sự thành lập đúng nghĩa của chúng ta." Conor Friedersdorf đã trả lời trên Twitter bằng cách trích dẫn các tuyên bố của Hannah-Jones lập luận rằng năm 1619 là sự thành lập đúng nghĩa của quốc gia. Philip Magness trên Quillette cho biết những tuyên bố cho rằng dự án nhằm mục đích "tái cấu trúc lịch sử đất nước, hiểu rằng 1619 là sự thành lập đúng nghĩa của chúng ta" đã bị loại bỏ khỏi đoạn mở đầu dự án trên trang web của tờ New York Times mà không có một thông báo sửa chữa đi kèm. Magness và nhà phê bình giấu tên được trích dẫn bởi Washington Post cho rằng điều này cho thấy tờ Times đang âm thầm điều chỉnh lại lập trường của mình. Một nhóm vận động chính trị bảo thủ, Hiệp hội Học giả Quốc gia (National Association of Scholars) đã đăng một bức thư công khai yêu cầu thu hồi giải thưởng Pulitzer.
Đáp lại những lời chỉ trích, Hannah-Jones nói rằng việc đánh dấu sự thành lập vào năm 1619 rõ ràng là một ẩn dụ. Trong một chuyên mục quan điểm trên New York Times, Bret Stephens đã viết, "Đây không phải là những điều nhỏ nhặt. Những khẳng định đã bị xóa đi là cốt lõi của mục tiêu gây tranh cãi nhất của dự án, 'tái cấu trúc lịch sử Hoa Kỳ bằng cách xem xét ý nghĩa của việc coi năm 1619 là năm thành lập của quốc gia chúng ta'", và lập luận rằng "Tuy nhiên, câu hỏi của hoạt động báo chí đặt ra những nghi ngờ lớn hơn về tiền đề cốt lõi của Dự án 1619." Chuyên mục này đã dẫn đến căng thẳng trong nội bộ tờ báo, và dẫn đến việc biên tập viên điều hành tờ Times Dean Baquet, nhà xuất bản AG Sulzberger và biên tập viên New York Times Magazine Jake Silverstein đưa ra tuyên bố ủng hộ Dự án 1619. Đáp lại những lời chỉ trích, Hannah-Jones đã viết trên Twitter, "Những người muốn hành động như thể các tweet/thảo luận về dự án có trọng lượng hơn những câu chữ thực tế của dự án không thể được coi là thiện chí", và "Những người chỉ vào các chỉnh sửa của các hiệu ứng mờ kỹ thuật số mà bỏ qua những văn bản không thay đổi của dự án thực tế không thể được coi là thiện chí."

#### Tranh cãi về động lực dẫn đến cuộc Cách mạng Hoa Kỳ
Tranh cãi đáng kể đã tập trung vào tuyên bố của dự án rằng "một trong những lý do chính mà những người thực dân quyết định tuyên bố độc lập khỏi Anh là vì họ muốn bảo vệ thể chế nô lệ." Theo giáo sư Sean Wilentz của Đại học Princeton, tuyên bố rằng có "mối đe dọa có thể nhận thấy từ người Anh đối với chế độ nô lệ của Mỹ vào năm 1776" là một khẳng định phi lịch sử, lưu ý rằng phong trào bãi nô ở Anh thực tế không tồn tại vào năm 1776. Wilentz cũng chỉ trích việc dự án đề cập đến vụ kiện Somerset v Stewart để hỗ trợ lập luận của họ, vì nó chỉ liên quan đến chế độ nô lệ ở Anh, nhưng không có ảnh hưởng đến các thuộc địa Mỹ. Wilentz lưu ý thêm rằng dự án tuyên bố rằng "nếu cuộc Cách mạng đã gây ra sự chấm dứt buôn bán nô lệ, điều này sẽ khiến nền kinh tế của các thuộc địa, ở cả miền Bắc và miền Nam bị ảnh hưởng", đã bỏ qua việc đã có nhiều nỗ lực cấm — hoặc áp đặt thuế — đối với việc buôn bán nô lệ của một số thuộc địa từ năm 1769 đến năm 1774. Các nhà sử học chỉ trích Dự án 1619 đã lưu ý rằng nhiều người thuộc Nhóm lập quốc Hoa Kỳ, chẳng hạn như John Adams, James Otis và Thomas Paine, phản đối chế độ nô lệ. Họ cũng lưu ý rằng mọi bang ở phía bắc Maryland đều thực hiện các bước để xóa bỏ chế độ nô lệ sau cuộc Cách mạng.
Để bảo vệ cho những tuyên bố của dự án, Silverstein cho rằng vụ Somerset đã gây ra một sự "giật gân" ở Mỹ. Tuy nhiên, theo Wilentz, quyết định này chỉ được đưa tin bởi sáu tờ báo ở các thuộc địa miền Nam, và giọng điệu đưa tin rất thờ ơ. Một vấn đề quan trọng cần thảo luận nữa là tầm ảnh hưởng của Tuyên ngôn của Dunmore theo như Silverstein trích dẫn, Wilentz khẳng định rằng đó là một phản ứng đối với cuộc nổi loạn chứ không phải là nguyên nhân, và đặt câu hỏi về sự phụ thuộc vào một trích dẫn của Edward Rutledge như được diễn giải bởi Jill Lepore. Harris cũng chỉ ra Tuyên ngôn của Dunmore như một động lực thúc đẩy sự phá vỡ chế độ nô lệ của phe cách mạng.

### Phản ứng từ báo chí
Dự án 1619 đã nhận được những đánh giá tích cực của Alexandria Neason trên Columbia Journalism Review, và của Ellen McGirt trên Fortune, trong đó tuyên bố dự án "có phạm vi rộng và có tinh thần hợp tác, không bối rối và sâu sắc" và "sự điều chỉnh cần thiết và kịch tính đối với lời nói dối cơ bản của câu chuyện nguồn gốc Hoa Kỳ."
Andrew Sullivan đã đánh giá dự án như một quan điểm quan trọng cần được lắng nghe, nhưng một quan điểm được trình bày một cách thiên lệch dưới vỏ ngoài khách quan. Viết trên tờ The Week, Damon Linker nhận thấy cách xử lý lịch sử của Dự án 1619 là "giật gân, giản lược và có xu hướng." Timothy Sandefur cho rằng mục tiêu của dự án là đúng, nhưng nhận thấy rằng các bài báo vẫn tiếp tục sai lầm khi cố gắng kết nối mọi thứ với chế độ nô lệ. Trong National Review, Phillip W. Magness đã viết rằng dự án cung cấp một lịch sử kinh tế bị bóp méo mượn từ New History of Capitalism (NHC), và Rich Lowry đã viết rằng bài mở đầu của Hannah-Jones đã bỏ qua sự thật không mong muốn về chế độ nô lệ, bôi nhọ cuộc Cách mạng, xuyên tạc Hiến pháp, và xuyên tạc thời đại sáng lập và Lincoln. World Socialist Web Site chỉ trích những gì mà họ cho là xuyên tạc lịch sử phản động, có động cơ chính trị, tập trung sai vào vấn đề chủng tộc hơn là xung đột giai cấp. Nhà khoa học chính trị Mácxít Adolph L. Reed Jr đã bác bỏ Dự án 1619 là "sự chiếm đoạt của quá khứ để hỗ trợ cho bất kỳ loại câu chuyện 'có tổ chức' nào về hiện tại được mong muốn."
Viết trên The Atlantic, Adam Serwer cho rằng vấn đề cơ bản của bất đồng trong bức thư Wilentz không chỉ là vấn đề lịch sử mà còn là xung đột về việc liệu người Mỹ, từ những người sáng lập cho đến ngày nay, có tuân theo, giữ cam kết với những lý tưởng của họ hay không. Serwer tiếp tục khẳng định cả các nhà sử học và các tác giả Dự án 1619 đều đồng ý rằng di sản của chế độ nô lệ vẫn còn đến ngày nay, nhưng sự xung đột thể hiện sự bất đồng cơ bản về quỹ đạo, hướng đi của xã hội Mỹ, về việc liệu nước Mỹ được thành lập như một chế độ dân tộc thiểu số, và sự bất bình đẳng chủng tộc hiện tại là sự phát triển tất yếu của điều đó, hay nước Mỹ được hình thành trong sự tự do, một quốc gia tự chuộc lỗi bằng các nguyên tắc thành lập. Theo Serwer, Dự án 1619 và đặc biệt là đoạn giới thiệu của Hannah-Jones, đưa ra một cái nhìn tắm tối hơn về đất nước, trong đó người Mỹ đã đạt được ít tiến bộ hơn những gì họ đã nghĩ và người da đen tiếp tục đấu tranh vô thời hạn cho những quyền mà họ có thể không nhận được đầy đủ; tầm nhìn đó là một kiểu bi quan, không phải về cuộc đấu tranh của người da đen mà về sự chân thành và khả năng tồn tại của những người da trắng chống phân biệt chủng tộc, và đây mới là một trong những lý do khiến Dự án 1619 gây ra những lời chỉ trích thậm tệ bên cạnh những lời khen ngợi.

### Phản ứng chính trị
Dự án nhận được phản ứng khác nhau từ các nhân vật chính trị. Thượng nghị sĩ đảng Dân chủ Kamala Harris ca ngợi dự án trong một tweet, khẳng định "Dự án #1619 là một hành động mạnh mẽ và cần thiết trong lịch sử của chúng ta. Chúng ta không thể hiểu và giải quyết các vấn đề của ngày hôm nay mà không nói sự thật về cách chúng ta đến đây."

Mặt khác, một số thành viên bảo thủ cấp cao đã chỉ trích dự án. Ví dụ, cựu Chủ tịch Hạ viện Newt Gingrich chỉ trích dự án là "tuyên truyền" "tẩy não" trong một tweet, và sau đó đã viết một op-ed mô tả điều này là "tuyên truyền cánh tả mang trên mình mặt nạ của 'sự thật'". Thượng nghị sĩ Đảng Cộng hòa Ted Cruz cũng đánh đồng dự án với tuyên truyền. Tổng thống lúc bấy giờ Donald Trump, trong một cuộc phỏng vấn trên Fox News với Chris Wallace, cho biết, 
I just look at—I look at school. I watch, I read, look at the stuff. Now they want to change—1492, Columbus discovered America. You know, we grew up, you grew up, we all did, that's what we learned. Now they want to make it the 1619 project. Where did that come from? What does it represent? I don't even know.
(Tôi chỉ nhìn vào — tôi nhìn vào trường học. Tôi xem, tôi đọc, nhìn vào mọi thứ. Bây giờ bọn họ muốn thay đổi — 1492, Columbus khám phá ra Châu Mỹ. Bạn biết đấy, chúng tôi đã lớn lên, bạn đã lớn lên, tất cả chúng ta đều vậy, đó là những gì chúng ta đã được học. Bây giờ họ muốn biến nó thành dự án 1619. Thứ đó đến từ đâu? Nó đại diện cho điều gì? Tôi thậm chí không biết.)
Vào tháng 7 năm 2020, Thượng nghị sĩ Đảng Cộng hòa Tom Cotton của Arkansas đề xuất "Saving American History Act of 2020", cấm các trường K-12 sử dụng quỹ liên bang để giảng dạy chương trình liên quan đến Dự án 1619 và khiến các trường giảng dạy không đủ điều kiện để phát triển nghề nghiệp liên bang các khoản trợ cấp. Cotton nói thêm rằng "Dự án 1619 là một tài liệu lịch sử gây chia rẽ chủng tộc và theo chủ nghĩa xét lại đe dọa sự toàn vẹn của liên bang bằng cách phủ nhận các nguyên tắc thực sự mà nó đã được thành lập." Vào ngày 6 tháng 9 năm 2020, Trump trả lời về việc Bang California đang bổ sung Dự án 1619 vào chương trình giảng dạy của trường công lập của bang trên Twitter, tuyên bố rằng Bộ Giáo dục Hoa Kỳ đang điều tra vấn đề này và, nếu tuyên bố nói trên là đúng, tài trợ liên bang sẽ không cấp cho các trường công lập ở California. Vào ngày 17 tháng 9, Trump công bố thành lập Ủy ban 1776 để phát triển một chương trình giảng dạy "yêu nước".
Vào tháng 10 năm 2020, Hiệp hội Học giả Quốc gia (National Association of Scholars), một nhóm vận động bảo thủ, đã đăng một bức thư với 21 người ký kêu gọi Hội đồng Giải Pulitzer hủy bỏ giải thưởng của Hannah-Jones do tuyên bố rằng "bảo vệ chế độ nô lệ là động cơ chính của Cách mạng Hoa Kỳ, một tuyên bố mà đơn giản là không có bằng chứng."
Vào tháng 11 năm 2020, Tổng thống Trump đã thành lập Ủy ban 1776 theo sắc lệnh hành pháp, tổ chức 18 nhà lãnh đạo bảo thủ tạo ra phản ứng phản đối Dự án 1619. Báo cáo 1776, được công bố vào ngày 18 tháng 1 năm 2021, đã bị chỉ trích rộng rãi vì các sai sót thực tế, trích dẫn không đầy đủ và thiếu tính chặt chẽ về mặt học thuật. Ủy ban đã bị chấm dứt bởi Tổng thống Joe Biden vào ngày 20 tháng 1 năm 2021.
Vào ngày 30 tháng 4 năm 2021, Lãnh đạo thiểu số Thượng viện Hoa Kỳ Mitch McConnell đã gửi một lá thư cho Bộ trưởng Giáo dục Miguel Cardona phản đối đề xuất của Bộ Giáo dục về việc sửa đổi các khoản trợ cấp liên bang cho các tiểu bang và trường học địa phương để "khuyến khích họ sử dụng các công cụ như Dự án 1619 trong lớp học" và yêu cầu đề xuất phải được hủy bỏ. Bức thư của McConnell cáo buộc rằng các chương trình đang được sửa đổi đi khỏi mục đích ban đầu và hướng tới một chương trình nghị sự chính trị hóa và chia rẽ, lưu ý rằng "các nhà sử học thực tế, được đào tạo, có chứng chỉ với các quan điểm chính trị đa dạng đã vạch ra nhiều sai sót về thực tế và lịch sử của dự án."

### Giải thưởng
Nikole Hannah-Jones đã được trao Pulitzer Prize for Commentary 2020 cho đoạn mở đầu Dự án 1619. Giải thưởng trích dẫn "bài luận sâu sắc, kích thích tư duy và mang bản sắc cá nhân của cô trong Dự án 1619 mang tính đột phá, tìm cách đặt sự nô dịch của người châu Phi vào trung tâm lịch sử nước Mỹ, thúc đẩy các cuộc trò chuyện công khai về quá trình thành lập và phát triển của quốc gia."
Vào tháng 10 năm 2020, Viện Báo chí Arthur L. Carter thuộc Đại học New York đã vinh danh Dự án 1619 là một trong 10 công trình báo chí vĩ đại nhất trong thập kỷ từ 2010 đến 2019.

## Trích dẫn
1. ↑  "The 1619 Project". The New York Times (bằng tiếng Anh). ngày 14 tháng 8 năm 2019. ISSN 0362-4331. Lưu trữ bản gốc ngày 17 tháng 8 năm 2019. Truy cập ngày 7 tháng 9 năm 2020.
2. ↑  Silverstein, Jake (ngày 20 tháng 12 năm 2019). "Why We Published The 1619 Project". The New York Times. ISSN 0362-4331. Lưu trữ bản gốc ngày 31 tháng 1 năm 2020. Truy cập ngày 31 tháng 1 năm 2020.
3. ↑  "In '1619' Project, the Times Puts Slavery Front and Center of the American Experience". WNYC. ngày 16 tháng 8 năm 2019. Lưu trữ bản gốc ngày 17 tháng 8 năm 2019. Truy cập ngày 16 tháng 8 năm 2019.
4. ↑  Kaufman, Elliot (ngày 16 tháng 12 năm 2019). "The '1619 Project' Gets Schooled - WSJ". Wall Street Journal. Lưu trữ bản gốc ngày 6 tháng 1 năm 2021.
5. 1 2 3 4 5 6 7 8 9  Serwer, Adam (ngày 23 tháng 12 năm 2019). "The Fight Over the 1619 Project Is Not About the Facts". The Atlantic (bằng tiếng Anh). Lưu trữ bản gốc ngày 24 tháng 12 năm 2019. Truy cập ngày 27 tháng 7 năm 2020.
6. 1 2 3 4  Friedersdorf, Conor (ngày 6 tháng 1 năm 2020). "1776 Honors America's Diversity in a Way 1619 Does Not" (bằng tiếng Anh). The Atlantic. Lưu trữ bản gốc ngày 16 tháng 7 năm 2020. Truy cập ngày 27 tháng 7 năm 2020.
7. 1 2 3  Silverstein, Jake (ngày 20 tháng 12 năm 2019). "We Respond to the Historians Who Critiqued The 1619 Project". The New York Times. Lưu trữ bản gốc ngày 15 tháng 1 năm 2020. Truy cập ngày 17 tháng 1 năm 2020.
8. ↑  "An Update to The 1619 Project". The New York Times. ngày 11 tháng 3 năm 2020. Lưu trữ bản gốc ngày 12 tháng 3 năm 2020. Truy cập ngày 30 tháng 12 năm 2020.
9. ↑  Butcher, Jonathan (ngày 16 tháng 3 năm 2020). "The New York Times Begins Correcting the Historical Record on "1619 Project"". The Heritage Foundation. Lưu trữ bản gốc ngày 21 tháng 12 năm 2020. Truy cập ngày 30 tháng 12 năm 2020.
10. 1 2  Barrus, Jeff (ngày 4 tháng 5 năm 2020). "Nikole Hannah-Jones Wins Pulitzer Prize for 1619 Project". Pulitzer Center. Lưu trữ bản gốc ngày 6 tháng 5 năm 2020. Truy cập ngày 4 tháng 5 năm 2020.
11. 1 2  "Commentary". The Pulitzer Prizes. Columbia University. Lưu trữ bản gốc ngày 4 tháng 5 năm 2020. Truy cập ngày 4 tháng 5 năm 2020.
12. 1 2 3 4 5 6 7 8 9 10  Ellison, Sarah (ngày 13 tháng 10 năm 2020). "How the 1619 Project took over 2020". Washington Post. Lưu trữ bản gốc ngày 1 tháng 2 năm 2021. Truy cập ngày 15 tháng 10 năm 2020.
13. 1 2 3  Stelter, Brian; Darcy, Oliver (ngày 12 tháng 10 năm 2020). "1619 Project faces renewed criticism — this time from within The New York Times". CNN. Lưu trữ bản gốc ngày 14 tháng 10 năm 2020. Truy cập ngày 14 tháng 10 năm 2020.
14. ↑  Pompeo, Joe (ngày 14 tháng 10 năm 2020). ""This Isn't Jayson Blair": With 1619 and Caliphate Controversies, the New York Times Turns on Itself". Vanity Fair. Lưu trữ bản gốc ngày 25 tháng 10 năm 2020. Truy cập ngày 17 tháng 10 năm 2020.
15. 1 2  Silverstein, Jake (ngày 16 tháng 10 năm 2020). "On Recent Criticism of The 1619 Project". New York Times. Lưu trữ bản gốc ngày 18 tháng 10 năm 2020. Truy cập ngày 17 tháng 10 năm 2020.
16. 1 2 3  Gyarkye, Lovia (ngày 18 tháng 8 năm 2019). "How the 1619 Project Came Together". The New York Times (bằng tiếng Anh). ISSN 0362-4331. Lưu trữ bản gốc ngày 19 tháng 8 năm 2019. Truy cập ngày 19 tháng 8 năm 2019.
17. 1 2  "The 1619 Project". The New York Times Magazine. ngày 14 tháng 8 năm 2019. Lưu trữ bản gốc ngày 26 tháng 12 năm 2019. Truy cập ngày 17 tháng 8 năm 2019.
18. ↑  Painter, Nell Irvin. (2006). Creating Black Americans: African-American history and its meanings, 1619 to the present. New York: Oxford University Press. tr. 23–24. ISBN 0-19-513755-8. OCLC 57722517.
19. 1 2 3 4 5 6  Neason, Alexandria (ngày 15 tháng 8 năm 2019). "The 1619 Project and the stories we tell about slavery". Lưu trữ bản gốc ngày 16 tháng 8 năm 2019. Truy cập ngày 17 tháng 8 năm 2019.
20. ↑  Shipp, E.R. (ngày 8 tháng 2 năm 2019). "1619: 400 years ago, a ship arrived in Virginia, bearing human cargo". USA Today.
21. ↑  Torres-Spelliscy, Ciara (ngày 23 tháng 8 năm 2019). "Perspective - Everyone is talking about 1619. But that's not actually when slavery in America started". Washington Post (bằng tiếng Anh). Lưu trữ bản gốc ngày 7 tháng 12 năm 2019. Truy cập ngày 6 tháng 12 năm 2019.
22. ↑  Lydersen, Kari (ngày 18 tháng 5 năm 2009). "Dental Studies Give Clues About Christopher Columbus's Crew". The Washington Post.
23. ↑  Joshua, Zeitz (ngày 25 tháng 11 năm 2020). "How America Outgrew the Pilgrims". Politico. The New York Times' 1619 Project excited tremendous controversy because it challenged established narratives that date the founding of America's political development and character to 1620 or 1776.
24. ↑  Tharoor, Ishaan (ngày 20 tháng 8 năm 2019). "The 1619 Project and the far-right fear of history". The Washington Post. Lưu trữ bản gốc ngày 21 tháng 8 năm 2019. Truy cập ngày 21 tháng 8 năm 2019.
25. 1 2 3 4  Charles, J. Brian (ngày 19 tháng 8 năm 2019). "Why conservatives are bothered by the New York Times' project on slavery". Vox. Lưu trữ bản gốc ngày 20 tháng 8 năm 2019. Truy cập ngày 21 tháng 8 năm 2019.
26. ↑  Geraghty, Jim (ngày 20 tháng 8 năm 2019). "What The 1619 Project Leaves Out". National Review (bằng tiếng Anh). Lưu trữ bản gốc ngày 20 tháng 8 năm 2019. Truy cập ngày 21 tháng 8 năm 2019.
27. 1 2  McGirt, Ellen (ngày 14 tháng 8 năm 2019). "The New York Times Launches the 1619 Project: raceAhead". Lưu trữ bản gốc ngày 17 tháng 8 năm 2019. Truy cập ngày 17 tháng 8 năm 2019.
28. ↑  "Mediaite's Most Influential in News Media 2020". Mediaite (bằng tiếng Anh). ngày 21 tháng 12 năm 2020. Lưu trữ bản gốc ngày 25 tháng 12 năm 2020. Truy cập ngày 25 tháng 12 năm 2020.
29. ↑  "1619 Project's Nikole Hannah-Jones wants Black people to know the role they play in America's democracy". TheGrio (bằng tiếng Anh). ngày 9 tháng 3 năm 2020. Lưu trữ bản gốc ngày 1 tháng 8 năm 2020. Truy cập ngày 25 tháng 12 năm 2020. 'I think the thing in the project that made people the most upset was when I wrote that one of the reasons why the colonies decided that they wanted to start a revolution and form the United States was to preserve slavery. That was really shocking to a lot of people,' Hannah-Jones explained.
30. ↑  "New York Times Quietly Edits "1619 Project" After Conservative Pushback". The Heritage Foundation. ngày 26 tháng 9 năm 2020. Lưu trữ bản gốc ngày 7 tháng 1 năm 2021. Truy cập ngày 30 tháng 12 năm 2020.
31. 1 2 3  Asmelash, Leah (ngày 19 tháng 8 năm 2019). "The New York Times Magazine's 1619 Project takes a hard look at the American paradox of freedom and slavery". Cable News Network. Lưu trữ bản gốc ngày 21 tháng 8 năm 2019. Truy cập ngày 21 tháng 8 năm 2019.
32. ↑  Covucci, David (ngày 19 tháng 8 năm 2019). "Conservatives are livid the New York Times is writing articles about slavery". The Daily Dot (bằng tiếng Anh). Lưu trữ bản gốc ngày 21 tháng 8 năm 2019. Truy cập ngày 21 tháng 8 năm 2019.
33. ↑  Kurt Streeter (ngày 18 tháng 7 năm 2019). "Is Slavery's Legacy in the Power Dynamics of Sports?". The New York Times. Lưu trữ bản gốc ngày 1 tháng 2 năm 2021. Truy cập ngày 23 tháng 8 năm 2019.
34. ↑  "New goal for New York Times: 'Reframe' American history, and target Trump, too". Washington Examiner (bằng tiếng Anh). ngày 17 tháng 8 năm 2019. Lưu trữ bản gốc ngày 18 tháng 8 năm 2019. Truy cập ngày 18 tháng 8 năm 2019.
35. ↑  "The 1619 Project Curriculum". Pulitzer Center (bằng tiếng Anh). Lưu trữ bản gốc ngày 6 tháng 5 năm 2020. Truy cập ngày 4 tháng 5 năm 2020.
36. ↑  "Pulitzer Center Lesson Builder". Pulitzer Center (bằng tiếng Anh). Lưu trữ bản gốc ngày 12 tháng 12 năm 2019. Truy cập ngày 4 tháng 5 năm 2020.
37. ↑  "Statement of Principles of the SEP (US)". World Socialist Web Site. Truy cập ngày 14 tháng 7 năm 2021.
38. ↑  Mackaman, Tom (ngày 28 tháng 11 năm 2019). "An interview with historian Gordon Wood on the New York Times' 1619 Project". World Socialist Web Site. Lưu trữ bản gốc ngày 28 tháng 11 năm 2019. Truy cập ngày 28 tháng 11 năm 2019.
39. ↑  Mackaman, Tom (ngày 14 tháng 11 năm 2019). "An interview with historian James McPherson on the New York Times' 1619 Project". World Socialist Web Site. Lưu trữ bản gốc ngày 28 tháng 11 năm 2019. Truy cập ngày 28 tháng 11 năm 2019.
40. ↑  Wilentz, Sean (ngày 19 tháng 11 năm 2019). "American Slavery and 'the Relentless Unforeseen'". The New York Review of Books. Lưu trữ bản gốc ngày 14 tháng 8 năm 2020. Truy cập ngày 24 tháng 8 năm 2020.
41. ↑  "Historian Gordon Wood responds to the New York Times' defense of the 1619 Project". World Socialist Web Site. ngày 24 tháng 12 năm 2019. Lưu trữ bản gốc ngày 19 tháng 8 năm 2020. Truy cập ngày 1 tháng 8 năm 2020.
42. 1 2  Wilentz, Sean (ngày 22 tháng 1 năm 2020). "A Matter of Facts". The Atlantic. Lưu trữ bản gốc ngày 30 tháng 5 năm 2020. Truy cập ngày 1 tháng 8 năm 2020.
43. ↑  "Twelve Scholars Critique the 1619 Project and the New York Times Magazine Editor Responds". History News Network. ngày 26 tháng 1 năm 2020. Lưu trữ bản gốc ngày 4 tháng 8 năm 2020. Truy cập ngày 16 tháng 8 năm 2020.
44. ↑  "'1619 Project' ignores fact that slaves were present in Florida decades before". Lưu trữ bản gốc ngày 26 tháng 12 năm 2019. Truy cập ngày 6 tháng 12 năm 2019.
45. ↑  Ellis, Nicquel Terry (ngày 1 tháng 1 năm 2020). "Forget What You Know about 1619, Historians Say. Slavery Began a Half-Century before Jamestown". USA Today. Bản gốc lưu trữ ngày 1 tháng 2 năm 2021. Truy cập ngày 15 tháng 10 năm 2020.
46. 1 2 3  Harris, Leslie M. (ngày 3 tháng 3 năm 2020). "I Helped Fact-Check the 1619 Project. The Times Ignored Me". Politico. Lưu trữ bản gốc ngày 7 tháng 6 năm 2020. Truy cập ngày 9 tháng 6 năm 2020.
47. ↑  Silverstein, Jake (ngày 11 tháng 3 năm 2020). "An Update to The 1619 Project". The New York Times. Lưu trữ bản gốc ngày 12 tháng 3 năm 2020. Truy cập ngày 12 tháng 3 năm 2020.
48. ↑  Guelzo, Allen C. (ngày 8 tháng 12 năm 2019). "Preaching a Conspiracy Theory". City Journal.
49. 1 2 3  Stephens, Bret (ngày 9 tháng 10 năm 2020). "The 1619 Chronicles". New York Times. Lưu trữ bản gốc ngày 1 tháng 2 năm 2021. Truy cập ngày 14 tháng 10 năm 2020.
50. ↑  Magness, Philip (ngày 19 tháng 9 năm 2020). "Down the 1619 Project's Memory Hole". Quillette. Lưu trữ bản gốc ngày 14 tháng 10 năm 2020. Truy cập ngày 12 tháng 10 năm 2020.
51. 1 2  Wood, Peter (ngày 6 tháng 10 năm 2020). "Pulitzer Board Must Revoke Nikole Hannah-Jones' Prize". National Association of Scholars (bằng tiếng Anh). Lưu trữ bản gốc ngày 15 tháng 10 năm 2020. Truy cập ngày 15 tháng 10 năm 2020.
52. ↑  Baquet, Dean (ngày 13 tháng 10 năm 2020). "A Note From Dean Baquet on The 1619 Project". New York Times. Lưu trữ bản gốc ngày 20 tháng 10 năm 2020. Truy cập ngày 20 tháng 10 năm 2020.
53. 1 2 3 4  Wilentz, Sean (ngày 22 tháng 1 năm 2020). "A Matter of Facts". The Atlantic. Lưu trữ bản gốc ngày 30 tháng 5 năm 2020. Truy cập ngày 14 tháng 1 năm 2021.
54. ↑  "The New York Times Has Abandoned Liberalism for Activism". New York Magazine. ngày 13 tháng 9 năm 2019. Lưu trữ bản gốc ngày 1 tháng 10 năm 2019. Truy cập ngày 2 tháng 10 năm 2019.
55. ↑  "The New York Times surrenders to the left on race". The Week (bằng tiếng Anh). ngày 20 tháng 8 năm 2019. Lưu trữ bản gốc ngày 13 tháng 7 năm 2020. Truy cập ngày 27 tháng 7 năm 2020.
56. ↑  "The Founders Were Flawed. The Nation Is Imperfect. The Constitution Is Still a 'Glorious Liberty Document.'". Reason.com (bằng tiếng Anh). ngày 21 tháng 8 năm 2019. Lưu trữ bản gốc ngày 14 tháng 3 năm 2020. Truy cập ngày 27 tháng 7 năm 2020.
57. ↑  "How the 1619 Project Rehabilitates the 'King Cotton' Thesis". National Review (bằng tiếng Anh). ngày 26 tháng 8 năm 2019. Lưu trữ bản gốc ngày 23 tháng 6 năm 2020. Truy cập ngày 27 tháng 7 năm 2020.
58. ↑  "The Flagrant Distortions and Subtle Lies of the '1619 Project'". National Review (bằng tiếng Anh). ngày 7 tháng 10 năm 2019. Lưu trữ bản gốc ngày 13 tháng 7 năm 2020. Truy cập ngày 27 tháng 7 năm 2020.
59. ↑  "The New York Times's 1619 Project: A racialist falsification of American and world history". World Socialist Web Site. ngày 6 tháng 9 năm 2019. Lưu trữ bản gốc ngày 30 tháng 7 năm 2020. Truy cập ngày 1 tháng 8 năm 2020.
60. ↑  Mackaman, Tom. "An interview with political scientist Adolph Reed, Jr. on the New York Times' 1619 Project". World Socialist Web Site (bằng tiếng Anh). Lưu trữ bản gốc ngày 13 tháng 8 năm 2020. Truy cập ngày 16 tháng 8 năm 2020.
61. ↑  Gingrich, Newt (ngày 27 tháng 9 năm 2019). "Did Slavery Really Define America for All Time?". Newsweek. Lưu trữ bản gốc ngày 25 tháng 7 năm 2020. Truy cập ngày 18 tháng 7 năm 2020.
62. ↑  Foran, Clare. "GOP Sen. Tom Cotton pitches bill to prohibit use of federal funds to teach 1619 Project". CNN. Lưu trữ bản gốc ngày 27 tháng 7 năm 2020. Truy cập ngày 27 tháng 7 năm 2020.
63. ↑  "Cotton Bill to Defund 1619 Project Curriculum". Tom Cotton: Arkansas Senator (bằng tiếng Anh). ngày 23 tháng 7 năm 2020. Lưu trữ bản gốc ngày 10 tháng 8 năm 2020. Truy cập ngày 16 tháng 8 năm 2020.
64. ↑  Liptak, Kevin (ngày 6 tháng 9 năm 2020). "Trump says Department of Education will investigate use of 1619 Project in schools". CNN. Lưu trữ bản gốc ngày 22 tháng 10 năm 2020. Truy cập ngày 21 tháng 10 năm 2020.
65. ↑  Blitzer, Ronn (ngày 6 tháng 9 năm 2020). "Trump warns schools teaching 1619 Project 'will not be funded'". Fox News. Lưu trữ bản gốc ngày 1 tháng 2 năm 2021. Truy cập ngày 21 tháng 10 năm 2020.
66. ↑  Donald J. Trump [@realDonaldTrump] (ngày 6 tháng 9 năm 2020). "Department of Education is looking at this. If so, they will not be funded!" (Tweet). Bản gốc lưu trữ ngày 7 tháng 9 năm 2020 – qua Twitter.
67. ↑  Mason, Jeff (ngày 17 tháng 9 năm 2020). "Trump plans panel to promote 'patriotic education' in appeal to conservative base". Reuters. Lưu trữ bản gốc ngày 26 tháng 10 năm 2020. Truy cập ngày 21 tháng 10 năm 2020.
68. ↑  "Trump order seeks to ban military, government contractors from some diversity training". Reuters. ngày 23 tháng 9 năm 2020. Lưu trữ bản gốc ngày 25 tháng 10 năm 2020. Truy cập ngày 21 tháng 10 năm 2020.
69. ↑  "Executive Order on Establishing the President's Advisory 1776 Commission | The White House". whitehouse.gov. ngày 1 tháng 1 năm 2021. Truy cập ngày 20 tháng 1 năm 2021 – qua National Archives and Records Administration.
70. ↑  "Trump Announces Commission Focused on Teaching Youth About Founding". ngày 5 tháng 1 năm 2021. Bản gốc lưu trữ ngày 5 tháng 1 năm 2021. Truy cập ngày 20 tháng 1 năm 2021.
71. ↑  Johnson, Martin (ngày 19 tháng 1 năm 2021). "Trump's '1776 Report' released on MLK Day receives heavy backlash" (bằng tiếng Anh). TheHill. Lưu trữ bản gốc ngày 20 tháng 1 năm 2021. Truy cập ngày 20 tháng 1 năm 2021.
72. ↑  Shear, Michael D. (ngày 20 tháng 1 năm 2021). "On Day 1, Biden Moves to Undo Trump's Legacy". The New York Times (bằng tiếng Anh). ISSN 0362-4331. Lưu trữ bản gốc ngày 20 tháng 1 năm 2021. Truy cập ngày 20 tháng 1 năm 2021.
73. ↑  Nobles, Ryan (ngày 30 tháng 4 năm 2021). "McConnell sends letter to Education secretary demanding removal of the 1619 Project from federal grant programs". CNN. Truy cập ngày 30 tháng 4 năm 2021.
74. ↑  "Nikole Hannah-Jones of The New York Times". The Pulitzer Prizes. Lưu trữ bản gốc ngày 4 tháng 5 năm 2020. Truy cập ngày 4 tháng 5 năm 2020.
75. ↑  Sullivan, Margaret. "Perspective | Here's a list of the 10 greatest works of journalism of the past 10 years. Care to argue about it?". The Washington Post (bằng tiếng Anh). ISSN 0190-8286. Lưu trữ bản gốc ngày 15 tháng 10 năm 2020. Truy cập ngày 15 tháng 10 năm 2020.